# Jōdo-shū

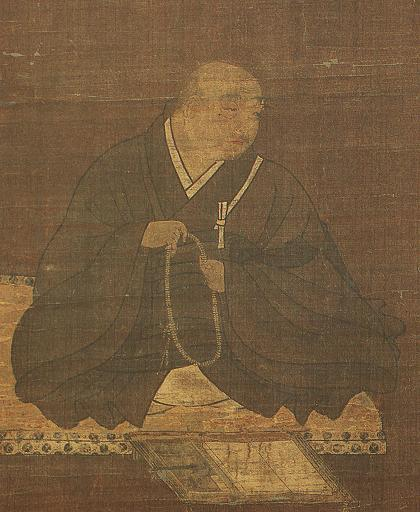
Honen

Jōdo-shū (jap. 浄土宗, dt. „Schule des Reinen Landes“) ist eine Schule des japanischen Buddhismus, die dem sogenannten Amida-Buddhismus bzw. dem Buddhismus des Reinen Landes zuzuordnen ist. Laut Tradition wurde sie im Jahr 1175 durch den Tendai-Mönch Hōnen (1133–1212) gestiftet. 
Im Zentrum der Lehre steht das Vertrauen in die Kraft des Buddha Amitābha (Skt. Unermessliches Licht) bzw. Amitāyus (Skt. Unermessliches Leben) (japanisch 阿弥陀, Amida) und die Hoffnung auf eine Wiedergeburt (wörtlich "Hingeburt", ōjō 往生) in seinem Reinen Land (淨土,  jìngtǔ; jap. jōdo).
Dem Buddhismus des Reinen Landes, inklusive der größeren, aus der Jōdo-shū hervorgegangenen Jōdo-Shinshū gehören aktuell knapp 20 Millionen Japaner an. Die Jōdo-shū selbst, die Hōnen als ihren Gründer betrachtet, zählt in Japan etwa 6 Millionen Anhänger, 6.932 Tempel und 8.000 Geistliche (über 90 Prozent Männer) und ist damit eine der wichtigsten japanischen buddhistischen Denominationen.

## Geschichte
Der Tradition zufolge, wurde die Jōdo-shū 1175 vom Tendai-Mönch Hōnen (1133–1212) gegründet, als er beschloss, das Enryakuji-Kloster auf dem Berg Hiei nordöstlich von Kyōto zu verlassen, um seine Lehre des Reinen Landes in der Bevölkerung zu verbreiten. Hōnen propagierte die damals schon populäre Praxis, den Namen des Buddha Amida verehrungsvoll zu intonieren (eine Praxis, die im Japanischen nenbutsu 念仏, von Skt. buddhânusmŗti, "Buddha-Vergegenwärtigung", genannt wird), in dem Wunsch, in dessen Reines Land der Höchsten Glückseligkeit geboren zu werden. Er behauptete, dies sei die einzig angemessene und zielführende Praxis in der "Endzeit des Dharma". Hōnen wählte die sogenannten Drei Sūtras vom Reinen Land (jōdo sanbukyō 浄土三部経) als autoritative Grundlage seiner Lehre und sah sich der Interpretation dieser Schriften durch den chinesischen Mönch Shandao 善導 (613–681) verpflichtet.
Unter der ideellen Leitung Hōnens wuchs die Bewegung der „hingebungsvollen und ausschließlichen Buddha-Vergegenwärtigung“ (ikkō senju nenbutsu 一向専修念仏) rasch an und wurde zu einer der populärsten, aber auch umstrittensten Schulen des japanischen Buddhismus. Viele Mönche, Nonnen und Laien schätzten Hōnens einfache, aber überzeugende Botschaft, die auch sündigen und unbegabten Menschen die sichere Befreiung aus dem Kreislauf von Geburt und Tod garantierte. Die etablierten buddhistischen Orden und Schulen kritisierten die Bewegung allerdings dafür, intolerant, ausgrenzend, einseitig und häretisch zu sein. Nachdem eine Reihe von Skandalen die Befürchtung ausgelöst hatte, Hōnens Anhänger könnten soziale Unruhen auslösen und den Niedergang des Landes bewirken, gaben die weltlichen Behörden den Forderungen des buddhistischen Establishments nach und verboten die Aktivitäten der Bewegung im Jahr 1207. Hōnen und sechs seiner engsten Schüler, darunter auch Shinran, Gründer der Jōdoshin-shū wurden in den Laienstand zurückversetzt und in die Verbannung geschickt. Zwei Mönche aus dem engsten Umfeld Hōnens wurden sogar hingerichtet. Der Popularität der Lehre vom Reinen Land taten diese und weitere Unterdrückungsmaßnahmen jedoch keinen Abbruch.
Nach Hōnens Tod im Jahr 1212 spaltete sich die Bewegung in mehrere Zweige auf, unter denen der sogenannte Chinzei-Zweig 鎮西派 schließlich dominierte. Spricht man heute von "Jōdo-shū", ist damit in der Regel dieser Zweig gemeint. Trotz ihrer Popularität unter einfachen Menschen ebenso unter den Eliten, gelang es der mitunter als "Anhängsel-Sekte" der Tendai-shū geschmähten Jōdo-shū bis zum frühen 17. Jahrhundert nicht, als unabhängige Denomination anerkannt zu werden. Nach dem Zweiten Weltkrieg spalteten sich mehrere Fraktionen ab, die aber 1962 wieder fusionierten. Der Chion-in, ein Tempel, der 1234 von Hōnens Schüler Genchi 源智 (1182–1238) an der Stelle in Kyōto gegründet worden war, wo sein Meister einst residiert hatte, gilt als das Hauptquartier der Jōdo-shū. Ein zweiter, deutlich kleiner Zweig der Jōdo-shū ist die Seizan-ha 西山派, die weniger als 500.000 Anhänger hat.

## Gegenwärtige Situation
Eine monastische Lebensweise, nach Hōnens Verständnis keine Heilsbedingung, wird heute hauptsächlich von einigen Nonnen aufrechterhalten, während die Tempel in der Regel von verheirateten männlichen Priestern geführt werden. Diese gehen, wie die Priester anderer Denominationen in Japan auch, meist noch einem anderen Beruf nach, da die Einkünfte aus dem Tempelbetrieb in der stark säkularisierten und schrumpfenden Gesellschaft zum Leben oft nicht mehr ausreichen. Das Priester-Amt ist quasi in einer patrilinearen Sukzession erblich
Die Jōdo-shū betreibt heute Universitäten, Hochschulen, Schulen und Kindergärten und fördert verschiedene wissenschaftliche und soziale Aktivitäten. Sie ist Mitglied der Japan Buddhist Federation, durch die sie auch mit der World Fellowship of Buddhists verbunden ist. Wichtige Hochburgen der Jōdo-shū außerhalb Japans sind Regionen mit einer großen japanischen Bevölkerung wie Hawaii (14 Institutionen), den Vereinigten Staaten (2 Tempel) und Brasilien (2 Tempel). Bisher hat die Konfession keine nennenswerten missionarischen Aktivitäten unter Nicht-Japanern entwickelt.